# Lex Schoenmaker
Lex Schoenmaker (* 23. srpna 1947, Haag) je bývalý nizozemský fotbalista, útočník. V sezóně 1973/1974 byl nejlepším střelcem Poháru UEFA. Po skončení aktivní kariéry působil jako trenér.

## Fotbalová kariéra
V nizozemské lize hrál za  ADO Den Haag a Feyenoord, nastoupil ve 395 utkáních a dal 144 gólů. S Feyenoordem vyhrál v roce 1974 nizozemskou ligu. V Poháru mistrů evropských zemí nastoupil v 10 utkáních a dal 8 gólů, v Poháru vítězů pohárů nastoupil v 10 utkáních a dal 6 gólů a v Poháru UEFA nastoupil ve 13 utkáních, dal 11 gólů a soutěž v roce 1974 s Feyenoordem vyhrál. 

## Ligová bilance
| Ročník                            | Zápasy | Góly | Klub                     |
| --------------------------------- | ------ | ---- | ------------------------ |
| Eredivisie 1966/1967              | 11     | 1    | ADO Den Haag             |
| Eredivisie 1967/1968              | 33     | 11   | ADO Den Haag             |
| Eredivisie 1968/1969              | 33     | 18   | ADO Den Haag             |
| Eredivisie 1969/1970              | 26     | 7    | ADO Den Haag             |
| Eredivisie 1970/1971              | 32     | 16   | ADO Den Haag             |
| Eredivisie 1971/1972              | 28     | 15   | Feyenoord                |
| Eredivisie 1972/1973              | 22     | 10   | Feyenoord                |
| Eredivisie 1973/1974              | 28     | 18   | Feyenoord                |
| Eredivisie 1974/1975              | 25     | 5    | Feyenoord                |
| Eredivisie 1975/1976              | 34     | 14   | FC Den Haag              |
| Eredivisie 1976/1977              | 7      | 3    | FC Den Haag              |
| Eredivisie 1977/1978              | 33     | 10   | FC Den Haag              |
| Eredivisie 1978/1979              | 16     | 4    | FC Den Haag              |
| Eredivisie 1979/1980              | 32     | 9    | FC Den Haag              |
| North American Soccer League 1980 | 22     | 8    | Fort Lauderdale Strikers |
| Eredivisie 1980/1981              | 18     | 1    | FC Den Haag              |
| Eredivisie 1981/1982              | 17     | 2    | FC Den Haag              |
| CELKEM Eredivisie                 | 395    | 144  |                          |